# Ciîciîrkozivka, Zvenîhorodka
Ciîciîrkozivka (în ucraineană Чичиркозівка) este o comună în raionul Zvenîhorodka, regiunea Cerkasî, Ucraina, formată numai din satul de reședință.

## Demografie
Componența lingvistică a comunei Ciîciîrkozivka
     Ucraineană (99,11%)
     Alte limbi (0,89%)
Conform recensământului din 2001, majoritatea populației comunei Ciîciîrkozivka era vorbitoare de ucraineană (99,11%), existând în minoritate și vorbitori de alte limbi.